# Banque centrale de Mongolie
Mongolbank (mongol : Монголбанк), ou la Banque centrale de Mongolie, est l'institution bancaire d'État de la Mongolie. Elle a pour but principal d'assurer la valeur du Tugrik, la monnaie nationale de la Mongolie, en promouvant diverses activités économiques pour le développement de l'économie du pays.

## Histoire
Une première banque ouvre en Mongolie le 2 juin 1924, une coentreprise entre la Russie et la Mongolie. Nommée la Trade and Industry Bank of Mongolia, elle opère une seule succursale à Altanboulag. Cette banque commence alors avec un capital de 260 000 yanchaan (en) et n'avait que 22 employés, 18 Russes et 4 Mongols. Officiellement, son nom était la Bank of Mongolia. 
Puisque le pays n'avait pas encore de monnaie nationale, l'entreprise avait de la difficulté à remplir ses quotas financiers, et dut utiliser de la monnaie étrangère. Pour pallier le problème, le Grand Khoural d'État vote l'adoption d'une réforme monétaire le 22 février 1925, qui voit l'adoption d'une nouvelle monnaie nationale, le Tugrik. En 1954, le personnel de la banque est devenue à 98 % mongol (contre 18 % en 1924). Dû à ce changement, l'Union soviétique décide de transférer tout son capital investi directement à l'État mongol. La banque décide alors de changer de nom pour devenir la Banque d'État de Mongolie. 
En 1991, une nouvelle politique bancaire est issue et la Banque d'État s'est vu confier la tâche de maintenir la stabilité du Tugrik. 
En 2010, la politique monétaire est resserrée pour avoir un taux de 11 % au lieu de 1 %, pour baisser l'inflation, en réduisant la croissance du crédit. En 2012, la banque avait plus de 2.9 milliards de $ (USD) investi dans des réserves étrangères.

## Gouverneurs
| Rang | Nom                                                                                    | Mandat      |     | Rang                          | Nom         | Mandat |
| ---- | -------------------------------------------------------------------------------------- | ----------- | --- | ----------------------------- | ----------- | ------ |
| 1er  | V. I. Komar, co-gouverneur D. I. Mikilman, co-gouverneur N. I. Doichman, co-gouverneur | (1924-1931) | 9e  | Gochoogiyin Khuderchuluun     | (1981-1991) |        |
| 1er  | V. I. Komar, co-gouverneur D. I. Mikilman, co-gouverneur N. I. Doichman, co-gouverneur | (1924-1931) | 10e | Naidansürengiin Jargalsaikhan | (1991-1992) |        |
| 1er  | V. I. Komar, co-gouverneur D. I. Mikilman, co-gouverneur N. I. Doichman, co-gouverneur | (1924-1931) | 11e | Demchigjabyn Molomjamts       | (1992-1996) |        |
| 2e   | S. Dovchin                                                                             | (1931-1939) | 12e | Jigjid Unenbat                | (1996-2000) |        |
| 3e   | Yumjagiyn Tsedenbal                                                                    | (1939-1940) | 13e | Ochirbat Chuluunbat           | (2000-2006) |        |
| 4e   | T. Baldan                                                                              | (1940-1955) | 14e | Alag Batsukh                  | (2006-2009) |        |
| 5e   | G. Baljid                                                                              | (1955-1960) | 15e | Lkhanaasuren Purevdorj        | (2009-2012) |        |
| 6e   | Luyugiin Lkhamsuren                                                                    | (1960-1965) | 16e | Naidansuren Zoljargal         | (2012-2016) |        |
| 7e   | P. Tumur                                                                               | (1965-1975) | 17e | Nadmidyn Bayartsaikhan (en)   | (2016-2019) |        |
| 8e   | D. Danzan                                                                              | (1975-1981) | 18e | Byadran Lkhagvasuren          | (2019-)     |        |